# Mel in ore, verba lactis, fel in corde, fraus in factis
Mel in ore, verba lactis, fel in corde, fraus in factis è un proverbio in lingua latina nato nel medioevo, tradotto letteralmente significa "miele in bocca, parole di latte, (ma) fiele nel cuore e inganno nelle azioni".
Viene per lo più utilizzato per indicare persone che presentano un atteggiamento mellifluo contrastante con l'intenzione di nuocere nei fatti.